# Insula Saona

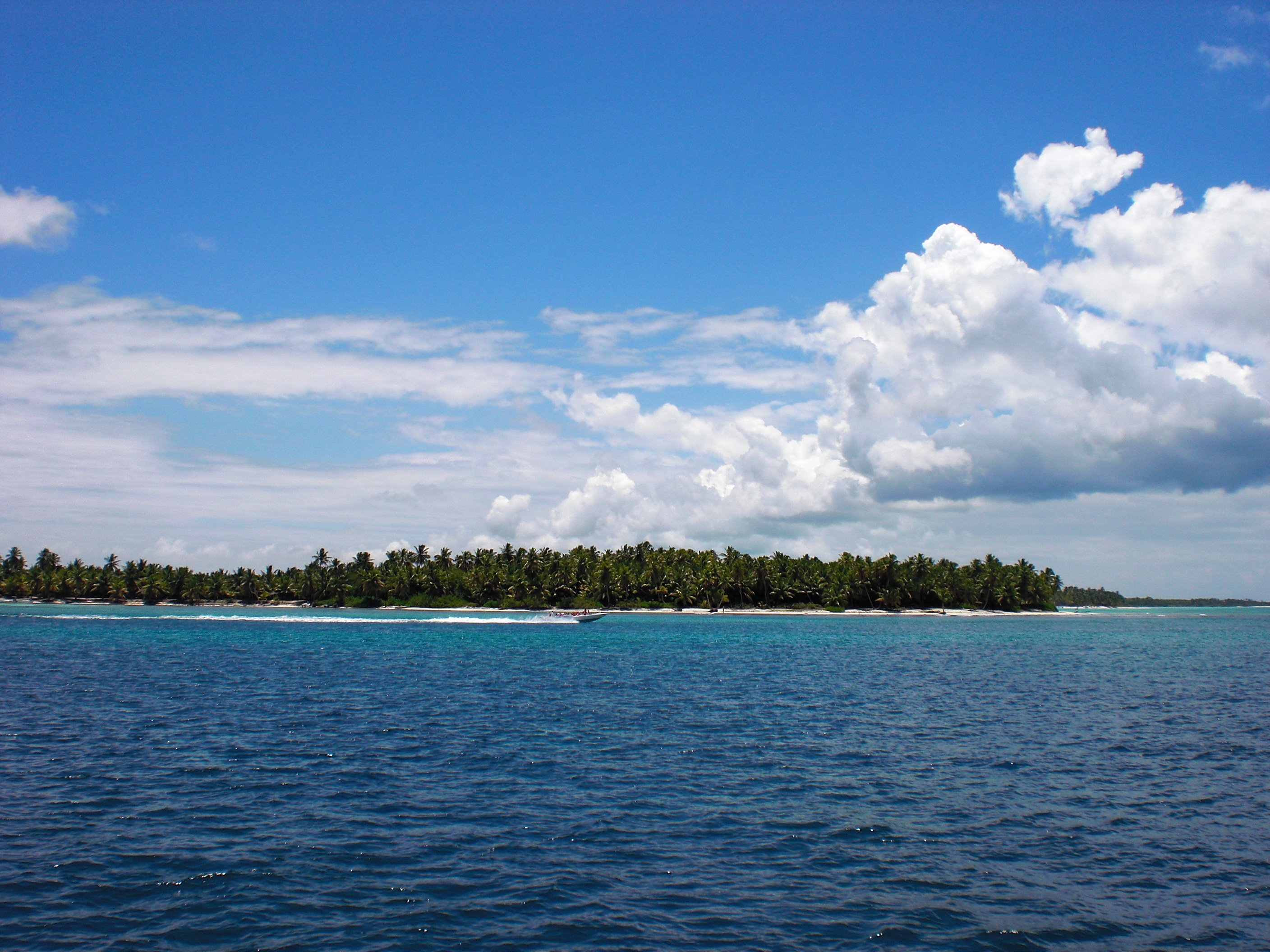
Insula Saona. La stânga se poate vedea satul Catuano.

Insula Saona este cea mai mare insulă adiacentă a Republicii Dominicane, in sudul țarii, situat in grupă
de insule Antilele Mari și
aparținând provinciei La Altagracia. Este parte a Parcului Național de Est și este inconjurată
de Marea Caraibelor. Are o atracție turistică splendidă pentru plajele sale frumoase, apele calde și
farmecul peisajului tropical.
Insula are o populație de 500 locuitori, în două sate, Mano Juan, un sat de pescari cu case din lemn, și
Catuano, care găzduiește un mic detașament naval al Marinei Dominicane.

## Istorie

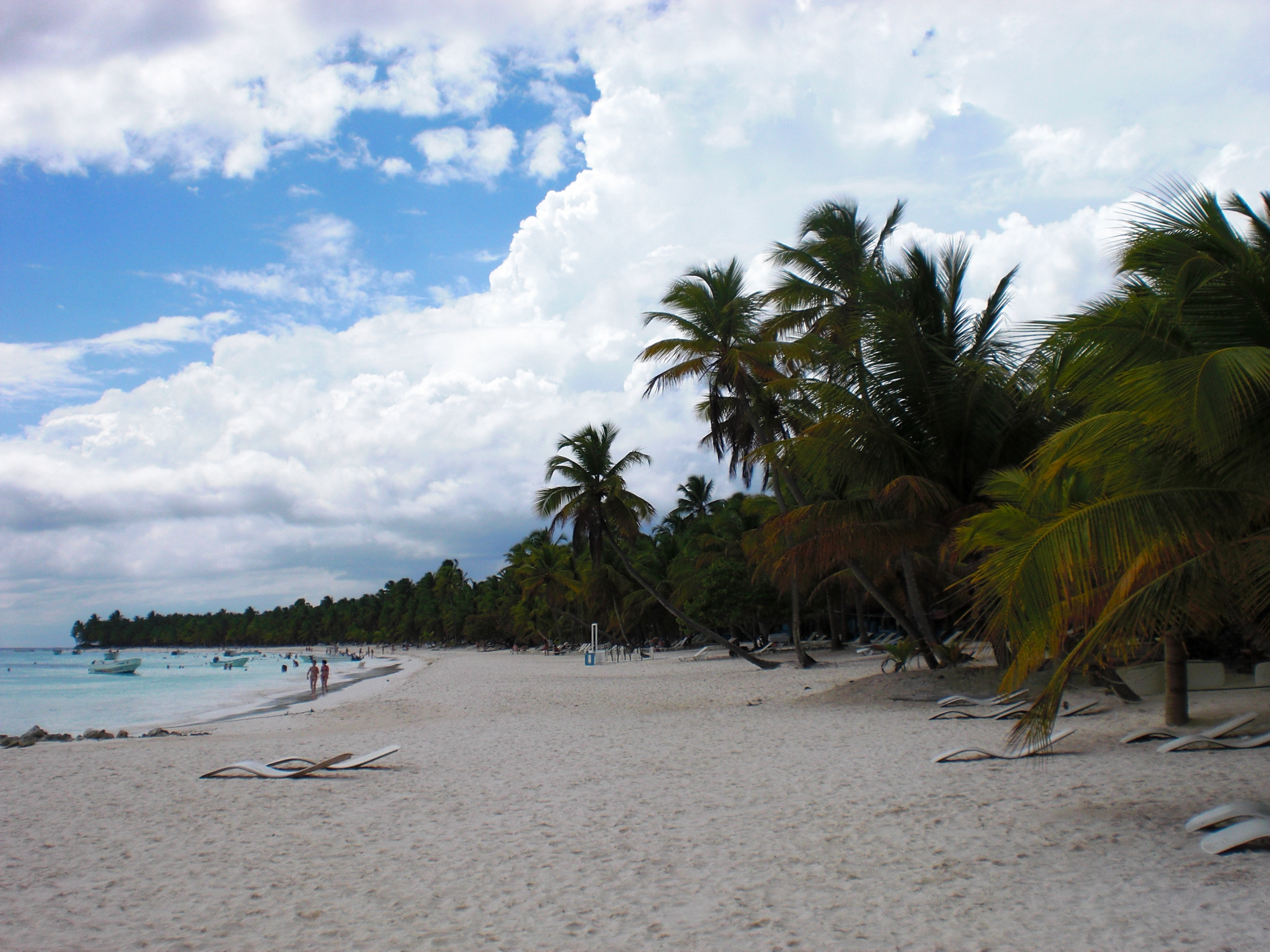
Cea mai populară plaja din Saona

Adamanay era numele insulei dat de indienii Taini. Cristofor Columb a debarcat prima dată pe
insula la 14 septembrie 1494, in a doua expeditie, și o a numit "Bella Savonesa"· (Savonească cea Frumoasă),
după ce a verificat ca era o insulă independentă de insula La Española, azi, Republica Dominicană.

## Geografie

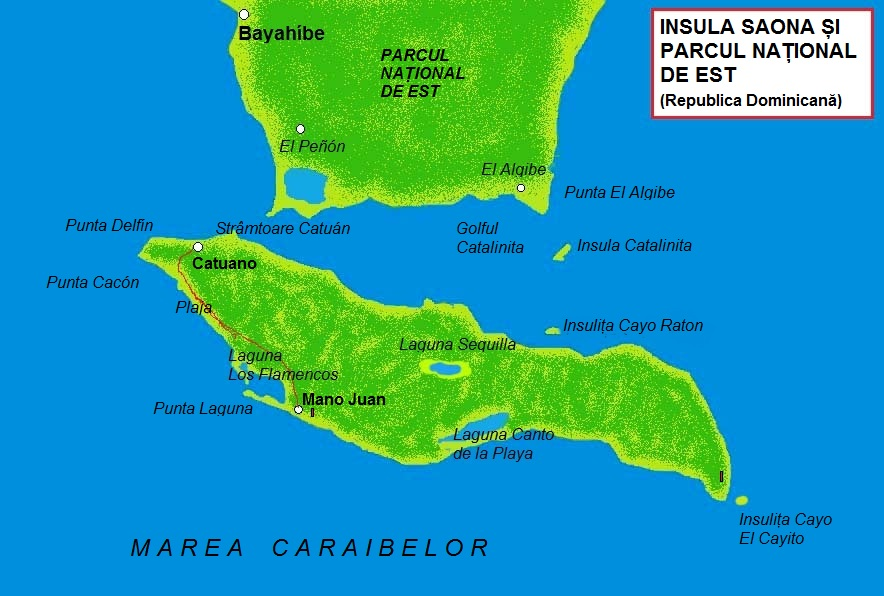

Suprafața insulei este de 110 km patrați, are o densă vegetație tropicală, recifele de corali, o mare varietate de păsări și reptile și lagunele de coastă. În Saona, de asemenea, au fost identificate specii de țestoase marine, inclusiv carey și broasca testoasa verde. 
Printre păsările puteți vedea pescăruși, porumbelul alb-încoronat, și papagalul verde, care este în pericol de dispariție. Alte animale fascinante, cum ar fi iguana rinocer, lamantini, delfinii și liliacul de pescuit sunt, de asemenea, parte din locuitorii de pe insulă.

## Cum se ajunge
Transportul maritim pentru turisti este format de catamaranele, ambarcațiuni 
de agrement și bărci cu motor, care plec din Bayahíbe, la întrarea Parcului Național.